# Paul Morris
Pour les articles homonymes, voir Morris.
Paul Morris, né le 2 novembre 1959 à Santa Monica, est un musicien américain, principalement connu comme claviériste du groupe Rainbow lors de sa reformation en 1995.

## Biographie

### Jeunesse
Paul Morris apprend le piano étant enfant à New York City. Morris commence à jouer dans les groupes locaux avant de rejoindre The Doro. Il joue encore dans ce groupe quand est enregistré son album en 1990 avec Gene Simmons.

### Début
En 1994, Morris entend dire que Ritchie Blackmore veut reformer son groupe Rainbow. Il envoie une cassette à Blackmore et finit par être engagé. En 1995, il joue sur Stranger in Us All et participe à leur tournée mondiale en tant que membre de Rainbow. 
Ce Paul Morris n'a rien à voir ni aucune filiation avec le producteur Paul Morris propriétaire de Treasure Island.